# 夢村土城
夢村土城（：／ Seoul Mongchontoseong */?）是韓國首爾特別市南部的一座古老的土城，位處松坡區芳夷洞的首爾奧林匹克公園內，歷史可追溯至三國時代，是當時百濟王國的防禦堡壘，在鎮守城池方面與阿且山城共同發揮作用。
據估計，這座防禦城牆約有2.7公里長，高度約為6至7米。夢村土城的防禦結構具有兩個獨特的特點：城牆頂部有一道柵欄，底部則環繞著一條護城河，屬於慰禮城的一部分，與风纳土城相連。在1988年漢城奧運期間，現代五項比賽的跑步環節就在那裡舉行。在附近奧林匹克公園建設之前，這個地點進行了一些重要的考古發掘工作。

## 外部連結
- 奧林匹克公園：夢村土城遺址 （页面存档备份，存于）